# Аннет Бейд
Аннет Маргарет Бейд (22 березня 1900 — 2 вересня 1975) — американська сценічна артистка, танцюристка та модель, найбільш відома як дівчина Зігфельда.

## Раннє життя
Народилася в Нью-Йорку, дочка Вільяма Бейд і Ліліан К. Бейд (до шлюбу Діттман). Уся родина Аннет займалася шоубізнесом. Вона закінчила школу після 8 класу.

## Кар'єра
У молодому віці Аннетт Бейд була моделлю. Її досягнення на Бродвеї включали ролі у фільмах «Столітня дівчина» (1916—1917), " Слова і музика " (1917—1918), " Афродіта " (1919), «Північний вихор» Морріса Геста (1919—1920), Опівнічний жарти Зігфельда (1921), Зігфельд. 9 O'Clock Frolic (1921), Ziegfeld Frolic (1922), Cold Feet (1923), і Vogues 1924 (1924).
Вона також знялася в німому фільмі «Жіноча справа» (1920). Протягом життя вона також виступала фотомоделю і була однією з клієнток британської дизайнерки Люсі леді Дафф Гордон.

## Особисте життя
Бейд одружилася з рекламним директором Альфредом Кларенсом Мейсом-молодшии. Він помер у 1934 році Бейд, мініатюрна на зріст, народила доньку Енн Кетрін Мейс (1925—1980) зростом понад шість футів (також стала танцюристко.).
6 травня 1944 року на Мангеттені Бейд одружилася з Ірвінгом Роузом. 
У переписі 1940 року Баде вказала своєю професією продавчиню.
Померла 2 вересня 1975 року у Флориді.